# Зуев, Алексей Александрович
Алексе́й Алекса́ндрович Зу́ев (род. 3 февраля 1981, Москва) — российский футболист, вратарь; тренер.

## Биография
Воспитанник московской ДЮСШ «Нефтяник-Капотня». Начинал карьеру в 1999—2000 годах в клубе КФК «Спартак-Звезда» Щёлково. В 2001—2006 годах — в составе московского «Спартака», кроме 2002, который провёл в «Химках» с травмой мениска, не позволившей ему сыграть ни одного матча. В премьер-лиге за «Спартак» провёл 12 матчей, пропустил 14 мячей. Сыграл 2 матча в розыгрыше Лиги чемпионов 2006/07.
Обладатель Кубка России 2002/03.
3 марта 2007 года Зуев был задержан милицией за мелкое хулиганство на автозаправке Москвы — он угрожал одному из водителей травматическим пистолетом.
В 2008—2009 годах выступал за подольский «Авангард». Победитель зоны «Подмосковье» ЛФЛ 2008 года в составе «Авангарда».
В 2011 году был тренером вратарей в ДЮСШ 27 «Сокол».
В 2011 играл в ЛФЛ за команду «Ока-Ступино».
С 2012 по 2018 года выступал за пляжный футбольный клуб «Спартак», с которым стал бронзовым призёром «Открытой Бич-Соккер Лиги 2012». Был признан лучшим голкипером турнира. Обладатель «Открытого Кубка Москвы 2012 года». Полуфиналист Кубка России по пляжному футболу 2012 года.
В 2014 играл за ФК «Куркино» в Северо-Западной лиге ЛФЛ.
В 2016 году дебютировал за сборную России по пляжному футболу в матче третьего этапа Евролиги против сборной Беларуси. В том же году в составе пляжного «Спартака» стал серебряным призёром «Кубка двух столиц 2016» и победителем Открытого зимнего чемпионата Санкт-Петербурга, где признан лучшим голкипером турнира.